# Río Kabalebo
El río Kabalebo es un río que fluye por Surinam. Las nacientes del Kabalebo se encuentran en la zona noroeste en el distrito de Sipaliwini, en cercanías de la municipalidad de Kabalebo, que le da nombre al río. El río fluye formando meandros en dirección norte-noroeste, atravesando una selva húmeda muy densa. Finalmente el río Kabalebo al sur de la villa de Apoera desemboca en el río Corentín, en la frontera oeste de Surinam con Guyana. 
Existe un proyecto para construir una represa sobre este río para producir energía hidroeléctrica.